# Couiza
Couiza es una localidad y comuna francesa, situada en el departamento del Aude y la región de Languedoc-Roussillon. Couiza se encuentra al sur del valle del río Aude, a 16 kilómetros de Limoux y a 13 km de Quillan, muy próxima al pueblo de Montazels y la localidad de Espéraza.
Sus habitantes son conocidos por el gentilicio de Couizanais.
Desde finales del siglo XIX y hasta mediados del siglo XX fue un importante centro de industria sombrerera.

## Historia
La importancia de la vía romana que, remontando el curso del Aude, iba desde Carcasona a Alet-les-Bains, fue el origen de emplazarse inicialmente un pequeño asentamiento fortificado romano en este lugar geográficamente estratégico. 
En 1231, a causa de la derrota de los señores del lugar, durante la cruzada contra los cátaros, las tierras fueron otorgadas a Pierre de Voisins junto a los señoríos de Rennes-le-Château, Coustaussa y Arques, instalándose en el   castillo de Arques.
En 1518, como consecuencia del matrimonio entre la última heredera de la familia Voisins, Françoise, con Jean de Joyeuse, se inició la construcción del castillo actual; se terminó definitivamente en 1540. La familia Joyeuse contó con importantes miembros entre los intendentes del Languedoc. Guillaume III de Joyeuse, teniente general y posteriormente mariscal, jefe de la liga católica (Santa Liga de París) y organizador de la lucha contra los Montmorency y los hugonotes durante las Guerras de religión de Francia, se instaló en el castillo en 1562. 

## CastilloDucs de Joyeuse
Edificado durante el siglo XVI, siguiendo la arquitectura tradicional feudal-medieval de planta geométrica, el castillo se organiza alrededor de un patio central rectangular, con grandes torres circulares en cada ángulo.
El aspecto exterior es medieval, las cuatro fachadas poseen muros de un metro de espesor, abriéndose dos poternas en la zona oeste.  En los cuatro cuerpos de edificios se encuentran ventanas acodaladas en cruz latina. La puerta principal, situada al Sur, está defendida por una barbacana con dobles matacanes.
Las cuatro torres se encuentran especialmente reforzadas con muros de dos metros de espesor, con varias aspilleras adaptadas para el uso de armas de fuego.
Actualmente, este castillo se conserva perfectamente e intenta potenciar el turismo en la comuna, estando dedicado a la hostelería.

## Demografía
| 1126 | 1297 | 1314 | 1259 | 1287 | 1194 |
| Para los censos de 1962 a 1999 la población legal corresponde a la población sin duplicidades (Fuente: INSEE [Consultar]) |      |      |      |      |      |

(Población sans doubles comptes según la metodología del INSEE).